# Alan Thicke
Alan Thicke (Kirkland Lake, Ontario 1 de março de 1947 - Burbank, Califórnia, 13 de dezembro de 2016) foi um ator, cantor e apresentador de um talk-show canadense. Ele também compôs a música "It Takes Diff'rent Strokes" ou " Diff'rent Strokes Music Theme" para a série Diff'rent Strokes de 1978-1986. Na televisão, seu papel de maior sucesso foi o Dr. Jason Seaver, o pai da família do seriado Growing Pains. É pai do também cantor Robin Thicke.
Morreu em 13 de dezembro de 2016, aos 69 anos, vítima de infarto enquanto jogava Hóquei com seu filho caçula.